# László Bártfai Szabó
László Bártfai Szabó (ur. 3 stycznia 1880 w Gyöngyös, zm. 23 sierpnia 1964 w Budapeszcie) – węgierski historyk.

## Publikacje
- Ghymesi Forgách Ferenc váradi püspök évkönyvei, tekintettel művelődéstörténeti adataira, 1904
- Három árpádkori pecsét, Turul 1907
- Hunt-Pazman nemzetségbeli Forgách család története, Esztergom 1910
- A sárvár-felsővidéki gr. Széchenyi család története, Budapest I-III. 1911-1926
- A körösszeghi és adorjáni gróf Csáky család története, I/1-2, Oklevéltár, Budapest 1919
- Gróf Széchenyi István és kortársai, 1926
- Naplók, emlékiratok és feljegyzések  Magyarország történetéhez 1815-1867. In: Háborús Felelősség. 1928-1929
- Gróf Széchenyi György levelei br. Ebergényi Lászlóhoz. I-II. 1929
- Széchenyi, Petőfi és az Ellenzéki Kor 1848-ban, 1930
- Óbuda egyházi intézményei a középkorban, Budapest 1935
- Pest megye történetének okleveles emlékei 1002-1599-ig, Budapest 1938
- Adatok gróf Széchenyi István és kora történetéhez 1808-1860. I-II., 1943